# Лабазюк Віолета Олександрівна
Віолета Олександрівна Лабазюк (нар. 17 липня 1986, місто Волочиськ Хмельницької області) — українська громадська і політична діячка, голова Хмельницької обласної ради з 7 грудня 2020 року.

## Життєпис
Повну вищу освіта здобула в 2008 році у Хмельницькому національному університеті, спеціальність «Фінанси».
Очолювала Хмельницьку обласну організацію політичної партії «Поруч».
Голова Хмельницького обласного Благодійного фонду Сергія Лабазюка «Ми поруч». Лідерка Хмельницького регіонального осередку жіночого руху партії «За Майбутнє».
У жовтні 2020 року обрана депутатом Хмельницької обласної ради від партії «За Майбутнє».
З 7 грудня 2020 року — голова Хмельницької обласної ради.
Дружина народного депутата України Сергія Лабазюка.